# Batic und Leitmayr
Batic und Leitmayr sind fiktive Ermittler aus der ARD-Kriminalfilmreihe Tatort. Sie werden gespielt von Miroslav Nemec als Ivo Batic und Udo Wachtveitl als Franz Leitmayr. Der Bayerische Rundfunk (BR) hat seit 1991 bisher 98 Folgen mit den Münchner Kriminalhauptkommissaren ausgestrahlt, der höchste Wert aller Tatort-Ermittlerteams. Ihr Abschied ist für 2026 mit der 99. und 100. Folge als Doppelfolge geplant.

## Hintergrund
In den 1970er Jahren wurde der Tatort-Schauplatz München von Gustl Bayrhammer (Melchior Veigl) vertreten, in den 1980er Jahren dann von Helmut Fischer (Ludwig Lenz). Nach dessen Ausstieg suchte die BR-Redaktion lange nach „unverbrauchten Gesichtern“ für ein neues dramaturgisches Konzept des bayrischen Anteils an der Tatortreihe. Während dieser Phase des Übergangs sprang Horst Bollmann in den Jahren 1988 und 1989 als Otto Brandenburg für zwei Tatort-Episoden ein.
Miroslav Nemec und Udo Wachtveitl gehörten 1989 zu den aufstrebenden Talenten in der deutschen Filmszene. Das Casting erfolgte in Form einer Brotzeit in einem Münchner Biergarten, in den man beide Schauspieler eingeladen hatte. Nemec und Wachtveitl wollten zunächst nicht, wie von der Rechtsabteilung des Senders gewünscht, eine Verpflichtungserklärung für sechs Folgen unterschreiben, weil sie bislang noch nie für eine solche Zeitdauer engagiert worden waren und sie nicht abschätzen konnten, wie die Rollen, die Beziehung zwischen den beiden Charakteren und die Drehbücher sich in dieser Zeitspanne entwickeln würden.
Laut Drehbuch sollte Leitmayr als Vorstadt-Yuppie einen alten Porsche fahren. Dieses „Erkennungsmerkmal“ empfand man eher als hinderlich und schaffte es nach drei Folgen wieder ab. Als Figuren sollen sie meist in ganz unterschiedliche Richtungen ermitteln und ihrer Intuition folgen, damit sie am Ende zur gleichen Zeit auf unterschiedlichem Weg an das gleiche Ziel kommen.
Drehorte waren stets München und Umgebung. In den ersten 25 Jahren bekamen es Batic und Leitmayr mit 152 Toten zu tun, wobei die häufigste Todesursache in 32 Fällen ein Schuss war. In der gesamten Tatort-Ära ist das Duo Batic/Leitmayr das Ermittlerteam mit den meisten Einzelfolgen und nach Lena Odenthal am längsten dabei. Zugleich zählen sie zu den beliebtesten Ermittlern, wie eine Umfrage ergab, in der Batic und Leitmayr mit 5 % der Stimmen den dritten Rang nach Thiel und Boerne (31 %) sowie Ballauf und Schenk (9 %) belegten.
Am 16. Januar 2024 teilte der Bayerische Rundfunk mit, dass im Jahr 2025 mit der 100. Folge der letzte Fall des Ermittlerduos ausgestrahlt werden wird.

### Ivo Batic
Kriminalhauptkommissar Ivo Batic, der von Miroslav Nemec gespielt wird, ist am 26. Juni 1954 in Kroatien geboren und wuchs bei Pflegeeltern in Freilassing auf. Mit sicherem kriminalistischen Instinkt geht er jeden Fall an. Dabei harmoniert er stets mit seinem gleichberechtigten Partner Franz Leitmayr. Beide sind „aus einem Holz geschnitzt“ und ergänzen sich perfekt. Aufgrund seiner Herkunft und der Erfahrungen daraus hat er sich sein Gespür für soziale Randgruppen bewahrt. Ausländerhass kann er absolut nicht ertragen, und es kann vorkommen, dass sein mediterranes Temperament dann mit ihm durchgeht. So impulsiv gesteuert, kann er sich manchmal leidenschaftlich in etwas verrennen. Nicht immer ist er mit Franz einer Meinung, und es kann auch zu lautstarken Auseinandersetzungen kommen, aber wenn es ernst wird, stehen sie bedingungslos zueinander. In der Folge „Nicht jugendfrei“ bekennt er, dass ihn vor Jahren eine Manuela verlassen habe.

### Franz Leitmayr
Udo Wachtveitl spielt den Kriminalhauptkommissar Franz Leitmayr, einen waschechten Münchner, der im Glockenbachviertel von München geboren und aufgewachsen ist. Sein Geburtsdatum ist der 7. November 1958, seine Personalnummer 174023. Er stammt aus kleinen Verhältnissen und ist dadurch bodenständig geblieben. Er ermittelt mit Köpfchen und folgt gelegentlich auch anderen Spuren als sein Kollege, aber dem kriminalistischen Erfolg ist das nicht abträglich. Ihre liebevoll-bissigen Frotzeleien zeigen, wie gut sie sich verstehen. Bei ihrer natürlichen bayerischen Sturheit ist die Harmonie auch mal in Gefahr, aber stets stimmt das Zusammenspiel am Ende.
Beide sind seelenverwandte Typen, die immer schon ähnlich gedacht haben. Dabei sind sie jedoch nicht in Routine erstarrt. Beide haben keine Familie, denselben Gerechtigkeitssinn, sind mitfühlend und trotzdem mit Rückgrat, mit einem untrüglichen Spürsinn und gesundem Menschenverstand ausgestattet.

### Kalli Hammermann
Kriminaloberkommissar Karl-Heinz Hammermann, genannt Kalli, wird von Ferdinand Hofer verkörpert. Hammermann wurde 1991 im Münchner Stadtteil Au geboren, wo seine Eltern einen Heizungs- und Sanitärfachbetrieb führen. Nach dem Abitur absolvierte er eine dreijährige Polizeiausbildung und war anschließend zwei Jahre im Streifendienst tätig, ehe er 2014 – erstmals im Film Am Ende des Flurs – der neue Assistent von Batic und Leitmayr wurde.
Auffallend ist, dass Hammermann, obwohl ausgebildeter Kriminalkommissar, von seinen älteren Kollegen permanent geduzt und mit Vornamen angesprochen wird, während er selbst gegenüber beiden stets beim „Sie“ bleibt. Der Umstand markiert zum einen eine gewisse Herablassung der altgedienten Hasen Batic und Leitmayr gegenüber dem „Frischling“ Hammermann, zum anderen bisweilen auch jovialen Charme und väterliche Fürsorge für Kalli sowie ehrlichen Respekt des Jüngeren vor den beiden gestandenen Hauptkommissaren. In der letzten Szene von Schau mich an bieten Batic und Leitmayr Hammermann das „Du“ an.

### Carlo Menzinger
Kriminaloberkommissar Carlo Menzinger, gespielt von Michael Fitz, war von 1991 bis 2007 als ewig jugendlicher und lässiger Typ der Dritte im Team, allerdings nur der Assistent und meist nur für den Innendienst und die Recherchen zuständig, zumal er wusste, wie man mit einem Computer umgeht. Als netter Kollege machte er alles, baute mitunter auch mal aus lauter Einzelteilen eine komplette Espresso-Maschine zusammen. Er war ein Freund italienischer Lebensart.
2013 war er in der Folge Macht und Ohnmacht zu Besuch in München und in einer Gastrolle zu sehen.

### Weitere Nebenermittler
Batic und Leitmayr wurden von bislang acht Assistenten unterstützt, am längsten von Carlo Menzinger. Zum erweiterten Team gehört auch Ritschy Semmler, gespielt von Stefan Betz, der seit 2016 (Fall 72, Mia san jetz da wo’s weh tut) in acht Fällen die Kommissare unterstützte.
Nach dem Abschied Menzingers wurden Leitmayr und Batic zunächst in einigen Folgen von wechselnden Ermittlern unterstützt:
- Fall 49, Der oide Depp: Kriminaloberkommissar Bernhard „Opa“ Sirsch (Fred Stillkrauth)
- Fall 50, Liebeswirren: Hauptkommissarin Diana Sommerfeld (Anne Diemer)
- Fall 51, Häschen in der Grube: Dr. Katharina Jung (Gundi Ellert)
- Fall 52, Gesang der toten Dinge: Schweizer Polizistin Gabi Kunz (Sabine Timoteo)
- Fall 53, Um jeden Preis: Italienischer Polizist Luca Panini (Leonardo Nigro)
- Fall 58, Jagdzeit: Fahnderin Peschke (Antje Widdra)
- Fall 61, Der traurige König: Polizeianwärterin Julia Winters (Sylta Fee Wegmann)
- Fall 62, Ein neues Leben: Polizeianwärter Gabriel Fechner (Maxi Schafroth)
- Fall 63, Der tiefe Schlaf: Gisbert Engelhardt (Fabian Hinrichs)

In Fall 67 Am Ende des Flurs wurden drei neue Mitarbeiter eingeführt, die dauerhaft bleiben sollten: Assistent Kalli Hammermann, Rechtsmediziner Dr. Matthias Steinbrecher (vgl. oben) und Christine Lerch, Leiterin der Operativen Fallanalyse (Lisa Wagner). Lerch verließ das Team jedoch bereits in Folge 73 wieder, nachdem sie nur in fünf der sieben Folgen zu sehen gewesen war. Vorbild für ihre Figur war der reale Fallanalytiker Alexander Horn, der die Münchner Tatort-Reihe auch fachlich berät.

## Folgen
| Ermittler-Folge | Titel                          | Erstausstrahlung | Tatortfolge | Drehbuch                                          | Regie                     | Besonderheiten |
| --------------- | ------------------------------ | ---------------- | ----------- | ------------------------------------------------- | ------------------------- | --- |
| 1               | Animals                        | 1. Jan. 1991     | 238         | Max Zihlman, Veith von Fürstenberg                | Walter Bannert            | Michael Fitz, der später den Assistenten Carlo Menzinger spielt, hat eine Nebenrolle als Fotograf.                                                                         |
| 2               | Wer zweimal stirbt             | 3. Mär. 1991     | 240         | Thomas Wesskamp, Stefan Cantz                     | Ilse Hofmann              | |
| 3               | Die chinesische Methode        | 10. Nov. 1991    | 251         | Volker Maria Arend, Andreas Missler-Morell        | Maria Knilli              | Erster Fall mit Carlo Menzinger als Assistent |
| 4               | Kainsmale                      | 20. Sep. 1992    | 262         | Wolfgang Hesse                                    | Erwin Keusch              | |
| 5               | Ein Sommernachtstraum          | 25. Jul. 1993    | 278         | Franz Geiger, Hans Dräxler                        | Walter Bannert            | |
| 6               | Alles Palermo                  | 29. Aug. 1993    | 279         | Josef Rödl                                        | Josef Rödl                | |
| 7               | Himmel und Erde                | 28. Nov. 1993    | 284         | Markus Fischer, Ljubiša Ristić                    | Markus Fischer            | |
| 8               | Klassen-Kampf                  | 5. Jun. 1994     | 293         | Friedemann Fromm                                  | Friedemann Fromm          | |
| 9               | … und die Musi spielt dazu     | 11. Dez. 1994    | 300         | Orkun Ertener                                     | Hanns Christian Müller    | Goldener Gong an Hanns Christian Müller |
| 10              | Im Herzen Eiszeit              | 2. Apr. 1995     | 307         | Peter Probst                                      | Hans Noever               | |
| 11              | Blutiger Asphalt               | 12. Nov. 1995    | 321         | Harald Göckeritz                                  | Vivian Naefe              | |
| 12              | Frau Bu lacht                  | 26. Nov. 1995    | 322         | Günter Schütter                                   | Dominik Graf              | Goldener Gong an Dominik Graf. RTL Goldener Löwe 1996 (Bildgestaltung) an Benedict Neuenfels                                                                               |
| 13              | Aida                           | 7. Jul. 1996     | 337         | Wolfgang Hesse                                    | Klaus Emmerich            | |
| 14              | Schattenwelt                   | 22. Sep. 1996    | 341         | Joachim Masannek, Josef Rödl                      | Josef Rödl                | |
| 15              | Perfect Mind – Im Labyrinth    | 15. Dez. 1996    | 348         | Christoph Fromm                                   | Friedemann Fromm          | Goldener Gong an Natalia Wörner |
| 16              | Liebe, Sex, Tod                | 6. Apr. 1997     | 356         | Christian Jeltsch                                 | Peter Fratzscher          | |
| 17              | Der Teufel                     | 14. Sep. 1997    | 369         | Alexander Adolph                                  | Thomas Freundner          | |
| 18              | Bluthunde                      | 21. Dez. 1997    | 375         | Norbert Ehry                                      | Peter Schulze-Rohr        | |
| 19              | In der Falle                   | 1. Mär. 1998     | 379         | Orkun Ertener                                     | Peter Fratzscher          | Deutscher Civis Fernsehpreis 1998 an Orkun Ertener und Peter Fratzscher |
| 20              | Gefallene Engel                | 20. Sep. 1998    | 397         | Peter Probst                                      | Thomas Freundner          | |
| 21              | Schwarzer Advent               | 8. Nov. 1998     | 400         | Christian Limmer                                  | Jobst Oetzmann            | Nominiert für den Adolf-Grimme-Preis. Goldener Gong an Christian Berkel |
| 22              | Starkbier                      | 7. Mär. 1999     | 407         | Michael Wogh                                      | Peter Fratzscher          | |
| 23              | Das Glockenbachgeheimnis       | 3. Okt. 1999     | 423         | Friedrich Ani                                     | Martin Enlen              | |
| 24              | Norbert                        | 28. Nov. 1999    | 428         | Harald Göckeritz                                  | Niki Stein                | Deutscher Fernsehpreis 2000 (Bester Schauspieler Nebenrolle) an Jürgen Tarrach                                                                                             |
| 25              | Viktualienmarkt                | 12. Mär. 2000    | 438         | Ingmar Gregorzewski                               | Berthold Mittermayr       | |
| 26              | Kleine Diebe                   | 3. Sep. 2000     | 453         | Harald Göckeritz                                  | Vivian Naefe              | Bayerischer Fernsehpreis 2001 an Vivian Naefe, Miroslav Nemec und Udo Wachtveitl; Gastauftritt Ulrike Folkerts in Ihrer Rolle als Lena Odenthal                            |
| 27              | Einmal täglich                 | 29. Okt. 2000    | 457         | Markus Stromiedel                                 | Peter Fratzscher          | |
| 28              | Ein mörderisches Märchen       | 4. Mär. 2001     | 464         | Daniel Martin Eckhart                             | Manuel Siebenmann         | Nominiert für den Adolf-Grimme-Preis 2002 |
| 29              | Im freien Fall                 | 4. Nov. 2001     | 484         | Alexander Adolph                                  | Jobst Oetzmann            | Adolf-Grimme-Preis 2002 |
| 30              | Und dahinter liegt New York    | 23. Dez. 2001    | 489         | Friedrich Ani                                     | Friedemann Fromm          | |
| 31              | Wolf im Schafspelz             | 24. Feb. 2002    | 492         | Stefanie Kremser                                  | Fillipos Tsitos           | |
| 32              | Totentanz                      | 13. Okt. 2002    | 510         | Klaus Bädekerl                                    | Thomas Freundner          | |
| 33              | Der Fremdwohner                | 17. Nov. 2002    | 515         | Markus Fenner                                     | Peter Fratzscher          | |
| 34              | Der Prügelknabe                | 21. Apr. 2003    | 530         | Christian Limmer                                  | Thomas Jauch              | |
| 35              | Wenn Frauen Austern essen      | 12. Okt. 2003    | 542         | Peter Probst                                      | Klaus Emmerich            | |
| 36              | Im Visier                      | 23. Nov. 2003    | 548         | Peter Fratzscher, Sabine Bühring                  | Peter Fratzscher          | |
| 37              | Sechs zum Essen                | 2. Mai 2004      | 566         | Stefanie Kremser                                  | Fillipos Tsitos           | |
| 38              | Nicht jugendfrei               | 7. Nov. 2004     | 578         | Gerlinde Wolf                                     | Thomas Jauch              | |
| 39              | Vorstadtballade                | 12. Dez. 2004    | 583         | Robert Hültner                                    | Martin Enlen              | |
| 40              | Nur ein Spiel                  | 22. Mai 2005     | 598         | Peter Zingler, Ulli Stephan                       | Manuel Siebenmann         | |
| 41              | Tod auf der Walz               | 6. Nov. 2005     | 613         | Markus Fenner                                     | Martin Enlen              | |
| 42              | Schneetreiben                  | 18. Dez. 2005    | 617         | Claus Cornelius Fischer                           | Tobias Ineichen           | Deutscher Fernsehpreis 2006 (Beste Musik) an Fabian Römer |
| 43              | Außer Gefecht                  | 7. Mai 2006      | 630         | Christian Jeltsch                                 | Friedemann Fromm          | Erste Folge in Echtzeit. Nominiert für den Adolf-Grimme-Preis 2007; Bayerischer Fernsehpreis 2007 (Regie) an Friedemann Fromm                                              |
| 44              | Das verlorene Kind             | 26. Nov. 2006    | 648         | Jobst Christian Oetzmann                          | Jobst Oetzmann            | |
| 45              | Der Finger                     | 29. Apr. 2007    | 664         | Carolin Otto                                      | Peter Fratzscher          | |
| 46              | A gmahde Wiesn                 | 23. Sep. 2007    | 674         | Friedrich Ani                                     | Martin Enlen              | |
| 47              | Der Traum von der Au           | 21. Okt. 2007    | 677         | Peter Probst                                      | Tim Trageser              | Letzter Fall mit Assistent Menzinger |
| 48              | Kleine Herzen                  | 16. Dez. 2007    | 683         | Stefanie Kremser                                  | Fillipos Tsitos           | Nominiert für den Adolf-Grimme-Preis 2008; Nachwuchsförderpreis beim Bayerischen Fernsehpreis an Janina Stopper                                                            |
| 49              | Der oide Depp                  | 27. Apr. 2008    | 696         | Alexander Adolph                                  | Michael Gutmann           | Nominiert für den Adolf-Grimme-Preis 2009 |
| 50              | Liebeswirren                   | 28. Sep. 2008    | 705         | Christian Limmer                                  | Tobias Ineichen           | |
| 51              | Häschen in der Grube           | 23. Nov. 2008    | 712         | Ingeborg Bellmann                                 | Dagmar Knöpfel            | |
| 52              | Gesang der toten Dinge         | 29. Mär. 2009    | 728         | Markus Fenner                                     | Thomas Roth               | |
| 53              | Um jeden Preis                 | 18. Okt. 2009    | 744         | Christian Jeltsch                                 | Peter Fratzscher          | |
| 54              | Wir sind die Guten             | 13. Dez. 2009    | 749         | Jobst Christian Oetzmann, Magnus Vattrodt         | Jobst Christian Oetzmann  | |
| 55              | Die Heilige                    | 3. Okt. 2010     | 774         | Jobst Oetzmann, Magnus Vattrodt                   | Jobst Oetzmann            | |
| 56              | Unsterblich schön              | 21. Nov. 2010    | 780         | Stefanie Kremser                                  | Fillipos Tsitos           | |
| 57              | Nie wieder frei sein           | 19. Dez. 2010    | 784         | Dinah Marte Golch                                 | Christian Zübert          | Grimme-Preis 2011. Hauptpreis beim Deutschen Fernsehkrimipreis 2011, Darstellerpreis an Lisa Wagner.                                                                       |
| 58              | Jagdzeit                       | 10. Apr. 2011    | 797         | Peter Probst                                      | Peter Fratzscher          | |
| 59              | Gestern war kein Tag           | 5. Jun. 2011     | 803         | Pim Richter, Daniela Mohr                         | Christian Görlitz         | |
| 60              | Ein ganz normaler Fall         | 27. Nov. 2011    | 818         | Daniel Wolf, Rochus Hahn                          | Torsten C. Fischer        | |
| 61              | Der traurige König             | 26. Feb. 2012    | 829         | Jobst Christian Oetzmann, Magnus Vattrodt         | Thomas Stiller            | Publikumspreis des Deutschen Fernsehkrimipreises 2012 |
| 62              | Ein neues Leben                | 28. Okt. 2012    | 848         | Fred Breinersdorfer, Léonie-Claire Breinersdorfer | Elmar Fischer             | |
| 63              | Der tiefe Schlaf               | 30. Dez. 2012    | 856         | Alexander Adolph                                  | Alexander Adolph          | Nominiert für den Grimme-Preis 2013 |
| 64              | Macht und Ohnmacht             | 1. Apr. 2013     | 868         | Dinah Marte Golch                                 | Thomas Stiller            | |
| 65              | Aus der Tiefe der Zeit         | 27. Okt. 2013    | 884         | Bernd Schwamm                                     | Dominik Graf              | |
| 66              | Allmächtig                     | 22. Dez. 2013    | 890         | Gerlinde Wolf, Harald Göckeritz, Edward Berger    | Jochen Alexander Freydank | |
| 67              | Am Ende des Flurs              | 4. Mai 2014      | 910         | Catharina Schuchmann, Max Färberböck              | Max Färberböck            | Erster Fall mit Kalli Hammermann als Assistent und Christine Lerch als Leiterin der Operativen Fallanalyse                                                                 |
| 68              | Der Wüstensohn                 | 14. Sep. 2014    | 916         | Alex Buresch, Matthias Pacht                      | Rainer Kaufmann           | |
| 69              | Das verkaufte Lächeln          | 28. Dez. 2014    | 928         | Holger Joos                                       | Andreas Senn              | |
| 70              | Die letzte Wiesn               | 20. Sep. 2015    | 956         | Stefan Holtz und Florian Iwersen                  | Marvin Kren               | |
| 71              | Einmal wirklich sterben        | 6. Dez. 2015     | 965         | Claus Cornelius Fischer                           | Markus Imboden            | |
| 72              | Mia san jetz da wo’s weh tut   | 3. April 2016    | 982         | Max Färberböck, Catharina Schuchmann              | Max Färberböck            | |
| 73              | Die Wahrheit                   | 23. Okt. 2016    | 997         | Erol Yesilkaya                                    | Sebastian Marka           | Letzter Fall mit Analytikerin Lerch |
| 74              | Klingelingeling                | 26. Dez. 2016    | 1005        | Dinah Marte Golch                                 | Markus Imboden            | |
| 75              | Der Tod ist unser ganzes Leben | 30. Apr. 2017    | 1021        | Holger Joos, Erol Yesilkaya                       | Philip Koch               | |
| 76              | Die Liebe, ein seltsames Spiel | 21. Mai 2017     | 1022        | Katrin Bühlig                                     | Rainer Kaufmann           | |
| 77              | Hardcore                       | 8. Okt. 2017     | 1030        | Philip Koch, Bartosz Grudziecki                   | Philip Koch               | |
| 78              | Freies Land                    | 3. Juni 2018     | 1061        | Holger Joos                                       | Andreas Kleinert          | |
| 79              | KI                             | 21. Okt. 2018    | 1069        | Stefan Holtz, Florian Iwersen                     | Sebastian Marka           | |
| 80              | Wir kriegen euch alle          | 2. Dez. 2018     | 1073        | Michael Comtesse, Michael Proehl                  | Sven Bohse                | |
| 81              | Die ewige Welle                | 26. Mai 2019     | 1096        | Alex Buresch und Matthias Pacht                   | Andreas Kleinert          | |
| 82              | One Way Ticket                 | 26. Dez. 2019    | 1114        | Rupert Henning                                    | Rupert Henning            | |
| 83              | Unklare Lage                   | 26. Jan. 2020    | 1118        | Holger Joos                                       | Pia Strietmann            | |
| 84              | Lass den Mond am Himmel stehn  | 7. Juni 2020     | 1135        | Stefan Hafner, Thomas Weingartner                 | Christopher Schier        | |
| --              | In der Familie (Teil 1)        | 29. Nov. 2020    | 1146        | Bernd Lange                                       | Dominik Graf              | Jubiläumsfolge zum 50. Geburtstag des Tatorts, erster Teil einer Doppelfolge gemeinsam mit Faber, Bönisch, Dalay und Pawlak; Koproduktion WDR/BR, wird dem WDR zugerechnet |
| 85              | In der Familie (Teil 2)        | 6. Dez. 2020     | 1147        | Bernd Lange                                       | Pia Strietmann            | Zweiter Teil einer Doppelfolge gemeinsam mit Faber |
| 86              | Dreams                         | 7. Nov. 2021     | 1177        | Johanna Thalmann und Moritz Binder                | Boris Kunz                | |
| 87              | Wunder gibt es immer wieder    | 19. Dez. 2021    | 1182        | Alexander Buresch und Matthias Pacht              | Maris Pfeiffer            | |
| 88              | Kehraus                        | 27. Feb. 2022    | 1191        | Stefan Betz und Stefan Holtz                      | Christine Hartmann        | |
| 89              | Flash                          | 19. Juni 2022    | 1205        | Sönke Lars Neuwöhner und Sven S. Poser            | Andreas Kleinert          | |
| 90              | Mord unter Misteln             | 26. Dez. 2022    | 1219        | Robert Löhr                                       | Jobst Oetzmann            | |
| 91              | Hackl                          | 12. März 2023    | 1228        | Dagmar Gabler                                     | Katharina Bischof         | |
| 92              | Game Over                      | 21. Mai 2023     | 1238        | Stefan Holtz und Florian Iwersen                  | Lancelot von Naso         | |
| 93              | Königinnen                     | 29. Okt. 2023    | 1248        | Robert Löhr                                       | Rudi Gaul                 | |
| 94              | Das Wunderkind                 | 4. Feb. 2024     | 1260        | Thomas Stiller                                    | Thomas Stiller            | |
| 95              | Schau mich an                  | 7. Apr. 2024     | 1267        | Christoph Stark                                   | Christoph Stark           | Harald Krassnitzer hat einen Gastauftritt als Wiener Polizei-Oberstleutnant Moritz Eisner                                                                                  |
| 96              | Charlie                        | 2. März 2025     | 1294        | Dagmar Gabler                                     | Lancelot von Naso         | |
| 97              | Zugzwang                       | 27. Apr. 2025    | 1302        | Robert Löhr                                       | Nina Vukovic              | |

## Dokumentarfilm
Anlässlich des bevorstehenden 30. Dienstjubiläums sendete der Bayerische Rundfunk am 29. Dezember 2020 eine Dokumentation mit dem Titel 30 Jahre Batic und Leitmayr – Die Zwei vom Tatort, bei denen Miroslav Nemec und Udo Wachtveitl selbst viel zu Wort kamen und über die 30 vergangenen Jahre berichteten. Produziert wurde diese Dokumentation zusammen mit der Folge Kehraus, aus deren Dreharbeiten immer wieder Ausschnitte eingeblendet wurden, die selbst aber erst über ein Jahr später ausgestrahlt werden sollte.

## Rezeption
Aufgrund ihres Verdienstes als Tatortkommissare erhielten Wachtveitl und Nemec 2012 den Bayerischen Fernsehpreis. Mit dieser Ehrung würdigte man die Weltoffenheit, Glaubwürdigkeit, Sympathie und tiefe Humanität, die von dem Duo Batic und Leitmayr seit 20 Jahren dargestellt würde. Es werden „gesellschaftlich relevante Themen jenseits der Sonnenseiten von Grünwald und Maximilianstraße [angegangen], ohne sich je in einem pauschalen Kulturpessimismus zu verlieren.“ Damit, so der Laudator Horst Seehofer weiter, sehe sich Bayern in seiner viel gepriesenen „Liberalitas Bavariae“ bestätigt.

## Gastauftritte
1994 hatten die Tatort-Kommissare Batic und Leitmayr in Fluchten, der 471. Folge der Lindenstraße, einen Gastauftritt. Anlässlich der 300. Folge des Tatorts erschienen sie mit einer UNICEF-Spendendose in der Hand. Amélie von der Marwitz, eine Figur aus der Lindenstraße, die von Anna Teluren verkörpert wurde, bemerkte dazu: „Aber Sie gehören doch gar nicht in diese Straße. Sie sind doch die Kommissare Leitmayr und Batic.“